# Biografielijst Gh

## Gha
- Madiea Ghafoor (1992), Nederlands atlete
- Tigran Gharamian (1984), Franse schaker
- Sami Ben Gharbia (1967), Tunesisch internetactivist
- Jaouad Gharib (1972), Marokkaans atleet
- Marine Ghazaryan (1985), Armeens atlete

## Ghe
- Ghirmay Ghebreslassie (1995), Eritrees atleet
- Pietro Ghedin (1952), Italiaans voetballer en voetbaltrainer
- Mario Ghella (1929-2020), Italiaans wielrenner
- Bancroft Gherardi, Jr. (1877-1941), Amerikaans elektrotechnicus
- Ferdinand Ghesquière (1933-2021), Belgisch politicus
- Régis Ghesquière (1949-2015), Belgisch atleet
- Remi Ghesquiere (1866-1964), Belgisch organist en componist
- Rita Ghesquiere (1947-2018), Belgisch literatuurwetenschapper en hoogleraar
- Jacob de Gheyn I (ca. 1532-1582), Nederlands kunstschilder
- Jacob de Gheyn II (1565-1629), Nederlands kunstschilder
- Jacob de Gheyn III (1596-1644), Nederlands etser
- Lieven Gheysen (19?), Vlaams goochelaar

## Ghi

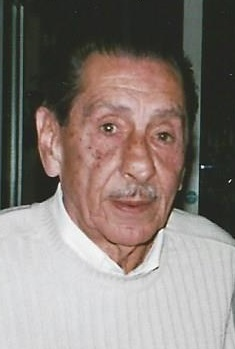
Alcides Ghiggia

- Nicolai Ghiaurov (1929-2004), Bulgaars bas
- Lorenzo Ghiberti (1378-1455), Italiaans beeldhouwer
- Alcides Ghiggia (1926-2015), Uruguayaans-Italiaans voetballer
- Frans Ghijsels (1882-1947), Nederlands architect en stedenbouwkundige
- Paul Ghijsels (1939-2019), Belgisch journalist en cabaretier
- Luca Ghiotto (1995), Italiaans autocoureur
- Vittorio Ghirelli (1994), Italiaans autocoureur
- Domenico Ghirlandaio (1449-1494), Italiaans schilder
- Arnaud Ghislain (1988), Belgisch sprinter
- Cornelis van Ghistele (1510-1573), Zuid-Nederlands auteur en vertaler

## Gho
- Amitav Ghosh (1956), Indiaas schrijver

## Ghr
- Habiba Ghribi (1984), Tunesisch atlete

## Ghu
- Bram Ghuys (1993), Belgisch atleet

## Ghy
- Jan Ghyselinck (1988), Belgisch wielrenner
- Jos Ghysen (1926-2014), Belgisch schrijver en radio- en televisiepresentator